# Mykoła Zerow

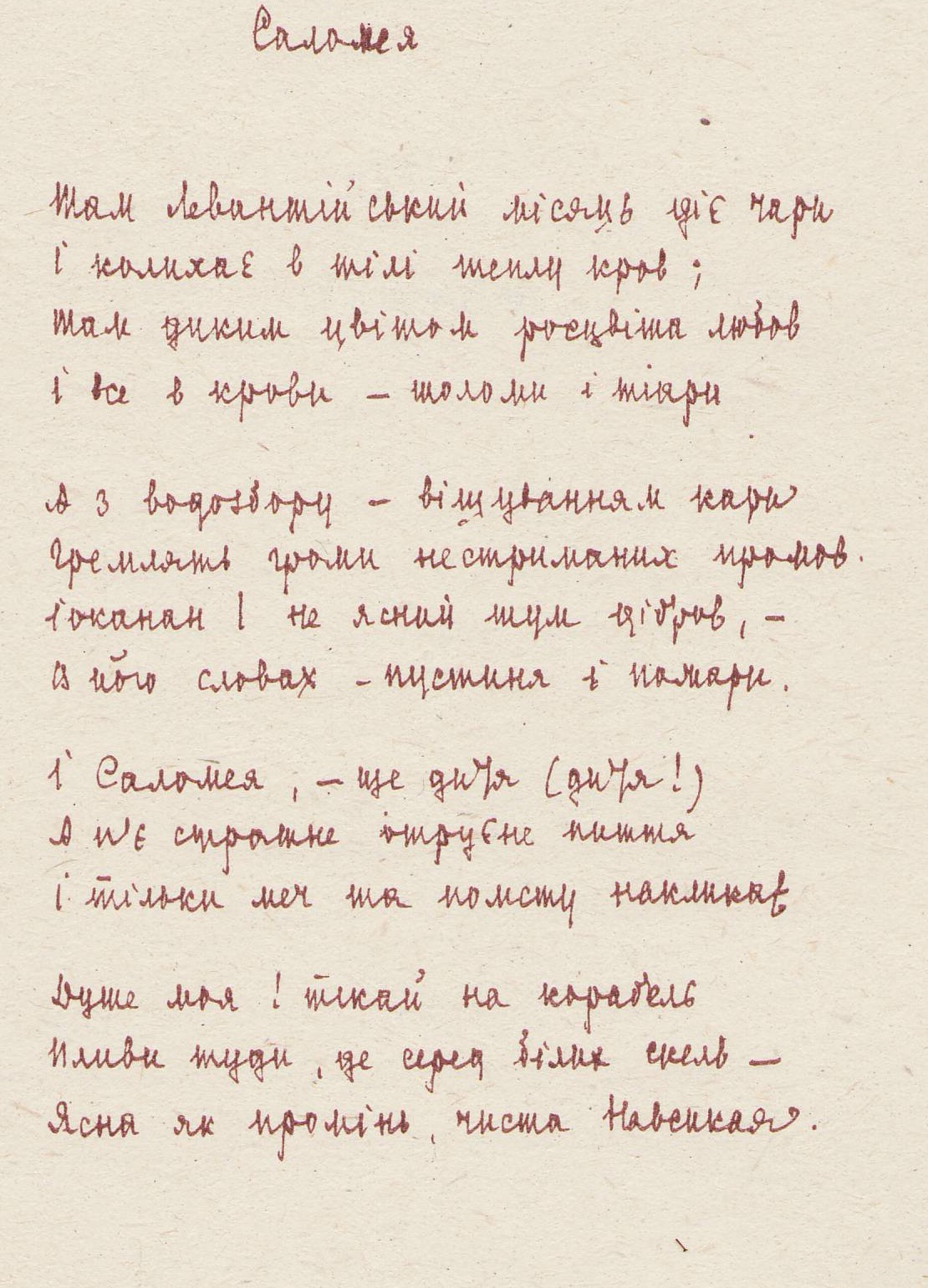
Autograf sonetu Sałomeja Mykoły Zerowa

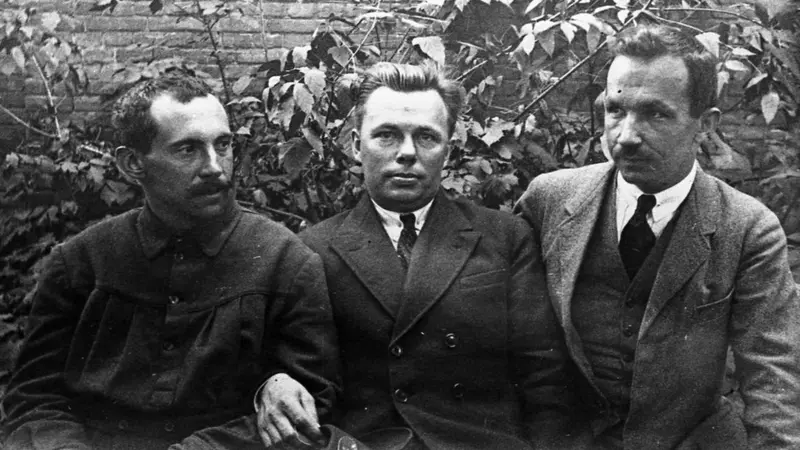
Maksym Rylski, Mykoła Zerow, Pawło Fyłypowycz, trzej neoklasycy, lata 20. XX wieku

Mykoła Zerow, ukr. Микола Зеров (ur. 14 kwietnia?/26 kwietnia 1890 w Zinkowie w guberni połtawskiej, zm. 3 listopada 1937 na uroczysku Sandarmoch) – ukraiński literaturoznawca, krytyk, polemista, poeta neoklasyk, tłumacz poezji antycznej. Jeden z przedstawicieli rozstrzelanego odrodzenia.
Urodził się na Ukrainie Lewobrzeżnej w wielodzietnej rodzinie. Jego ojciec był nauczycielem, matka, Maria Jakiwna, pochodziła z rodu kozackiego. Po ukończeniu szkoły w Zinkowie, gdzie jego kolegą z klasy był Ostap Wysznia, uczył się w I Gimnazjum kijowskim (1903-1908). W latach 1908–1914 był studentem Wydziału Historyczno-Filologicznego Uniwersytetu Kijowskiego.

## Życiorys

### 1912–1920: wykształcenie i pierwsze publikacje
W 1912 opublikował pierwsze artykuły i recenzje w czasopiśmie „Switło” (Світло) i gazecie „Rada” (Рада). W 1914 został nauczycielem historii w męskim gimnazjum, a w 1916 również w żeńskim. W 1917 uczył łaciny w II Gimnazjum kijowskim im. Bractwa Cyryla i Metodego. W latach 1918–1920 wykładał ukrainoznawstwo na Wydziale Architektury. Został redaktorem czasopisma „Knyhar” (Книгарь). Jesienią 1923 został profesorem Kijowskiego Instytutu Oświaty Narodowej (teraz Uniwersytetu Kijowskiego). W tym okresie wstąpił do elitarnego ugrupowania działaczy kultury ukraińskiej, które uformowało się wokół artysty Hryhorija Narbuta. W 1920 ożenił się z Sofiją Łobodą i rozpoczął pracę naukową. Powstały wtedy „Antologia poezji rzymskiej” (Антологія римської поезії) i „Nowa poezja ukraińska” (Нова українська поезія).

### 1920–1923: Barysziwka
W 1920 porzucił pracę w Kijowie i przeniósł się do społeczno-ekonomicznej szkoły w Barysziwce, gdzie spędził trzy lata. Wszystkie wiersze ze zbioru „Kałyna” (Калина) zostały napisane właśnie tutaj. 1 października 1923 został profesorem literatury ukraińskiej w Instytucie Kijowskim (dzisiejszy Uniwersytet Kijowski).

### 1923–1925:Neoklasycy
W 1923 w Kijowie miał miejsce zjazd neoklasyków, którzy zjednoczyli się w ramach ASPYS-u (Asocijacja pyśmennykiw – Stowarzyszenie pisarzy). W grudniu 1923 roku po raz pierwszy spotkał się z Mykołą Chwylowym. Rok 1924 rozpoczął się od burzliwych dyskusji podczas wieczorów literackich organizowanych przez neoklasyków. 3 stycznia na konferencji Ogólnoukraińskiej Akademii Nauk wygłosił referat pt. Ukraińska literatura w 1923 roku (Українська література в 1923 році), w którym pozytywnie ocenił stan i perspektywy literatury ukraińskiej. W 1924 został wydany jego pierwszy zbiór wierszy Kamena (II wyd. 1943). W 1924 wydał jeszcze Nowe ukrajinśke pyśmenstwo i monografię Łesia Ukrajinka.

### 1925–1928: literacka dyskusja
W roku 1925 rozpoczęła się dyskusja, która trwała do 1928. Za jej początek uważa się artykuł H. Jakowenki O krytykach i krytyka w literaturze tytuł w transkrypcji ukraińskiej (Про критиків і критику в літературі). Program Zerowa wymagał uświadomienia i przyswojenia bogactwa ukraińskiej tradycji narodowej i przeniesienia na ukraiński grunt najwybitniejszych dokonań europejskiej literatury. Od 1926 Zerow występował tylko jako krytyk literacki, skupiwszy się na przekładach i historyczno-literackich studiach. Tego samego roku władza oskarżyła neoklasyków za nastroje antyproletariackie, co zapoczątkowało falę represji.

### Lata 30.: początek represji
Na czerwcowym plenum KC KP(b)U w 1927 roku zostały wydane bezpośrednie dyrektywy odnośnie do politycznej oceny neoklasyków. Oznaczało to całkowity zakaz działalności literackiej Zerowa. Pozostały mu studia historyczno-literackie i właśnie na tym skupił się do końca lat 20. Pisał przedmowy do wydań ukraińskich klasyków, które ukazywały się w wyd. Knyhospiłka oraz Siajwo. Artykuły te weszły potem do książki Wid Kulisza do Wynnyczenka (Од Куліша до Винниченка, 1929). Na początku lat 30. Knyhospiłkę rozwiązano, a Siajwo zamknięto. Pantelejmon Kulisz i Wołodymyr Wynnyczenko zostali nazwani pisarzami faszystowskimi.
W marcu-kwietniu 1930 Zerow był zmuszony wystąpić jako świadek na procesie tzw. Związku Wyzwolenia Ukrainy (Спілка Визволення України – mistyfikacja OGPU). Żył wtedy w ciągłym strachu przed aresztowaniem. Do 1933 całkowicie zabroniono mu pisania. Od Zerowa władza domagała się politycznych deklaracji. Pisane pod przymusem listy do redakcji stały się dokumentem nieludzkiej epoki. Pod koniec 1934 Zerowa ostatecznie zwolniono z uniwersytetu, przez co stracił ostatnie zabezpieczenie materialne. W grudniu 1934 NKWD rozstrzelało pisarzy Hryhorija Kosynkę i Ołeksę Włyżkę. Przeżywając kolejną tragedię, śmierć dziesięcioletniego synka, Zerow przeniósł się do Moskwy.

### 1935–1937: aresztowanie,łagieri egzekucja
W nocy z 27/28 kwietnia 1935 Zerow został aresztowany pod Moskwą na stacji Puszkinskaja. 20 maja odesłano go do Kijowa. Zarzucano mu udział w kontrrewolucyjnej organizacji terrorystyczno-nacjonalistycznej. Na pierwszym przesłuchaniu zaprzeczył wszystkim zarzutom. W czasie przeszukiwania jego mieszkania NKWD znalazło dwie „podejrzane” książki: Politykę z dedykacją terrorysty Hryhorija Kosynki i powieść Pantelejmona Kulisza Czorna Rada. 20 maja 1934 Zerow załamał się w śledztwie i zeznał, że w 1930 stał na czele kontrrewolucyjnej organizacji nacjonalistycznej, której członkami byli także Maksym Rylski i Ananij Łebid. W ostateczności do grupy Zerowa zaliczono 6 osób: Mykołę Zerowa, Pawła Fyłypowycza, Ananija Łebidia, Marka Woronego, Łeonida Mytkewycza i Borysa Pyłypenkę. Między 1 a 4 kwietnia odbyło się zamknięte posiedzenie sądu Kijowskiego Okręgu Wojskowego bez udziału oskarżonych. Sąd skazał go na karę 10 lat pozbawienia wolności w łagrze z konfiskatą całego majątku. Taki sam wyrok otrzymali Pawło Fyłypowycz, Ananij Łebid i inni uczestnicy grupy. Udało się uniknąć aresztowania jedynie Rylskiemu i Mytkewyczowi, którzy zeznawali przeciwko Zerowowi.
Pod koniec zimy skazani zostali zesłani do obozu SŁON na Sołowkach. Zerow z przyczyn zdrowotnych nie mógł pracować jako drwal i sprzątał mieszkania. Po ukończeniu pracy mógł w pomieszczeniu stróża zajmować się przekładami i studiami historyczno-literackimi. Niektóre źródła podają, że kilka lat pracował nad ukraińskim tłumaczeniem Eneidy Wergiliusza. Zerow pisał o tym w listach do żony. Ostatni z nich datowany jest na 3 listopada 1937 r. 9 października 1937 „trójka specjalna” NKWD obwodu leningradzkiego RFSRR skazała jednym wyrokiem listę 1116 więźniów Sołowek na śmierć. Na liście znajdowało się nazwisko Zerowa. Został rozstrzelany 3 listopada 1937 na uroczysku Sandarmoch w Karelii w masowej egzekucji ukraińskich twórców i działaczy społecznych (Łeś Kurbas, Mykoła Kulisz, Ołeksa Slisarenko, Myrosław Irczan, Wołodymyr Czechiwski i in.).

## Dzieła
- Antologia poezji rzymskiej (Антологія римської поезії, 1920)
- Kamena (Камена, 1924 r.; 2 wyd. 1943)
- Sonnetarium (1948)
- Catalepton (1952)
- Corollarium (1958)
- Nowa poezja ukraińska (Нова українська поезія, 1924)
- Do źródeł (До джерел, 1926 r.; 2 wyd. 1943)
- Wid Kulisza do Wynnyczenka (Од Куліша до Винниченка, 1929)
- Przekład Mazepy J. Słowackiego (1925)
- Przekłady sonetów Ronsarda, Mickiewicza, Bunina i innych.